# 吉田家日次記
吉田家日次記（よしだけひなみき）は、室町時代の神祇官人･吉田神社祠官である吉田家当主の手に成る日記の総称。すなわち、吉田兼煕の『兼煕卿記（かねひろきょうき）』、兼敦の『兼敦朝臣記（かねあつあそんき）』、兼致の『兼致朝臣記（かねむねあそんき）』、兼右の『兼右卿記（かねみぎきょうき）』の4日記を指し、狭義には、前二者のみの写本を指す場合もある。現存する吉田家当主の日記はこれらに限らないが、特に天理図書館に所蔵される室町期の日記を指して呼称する。
なお、『兼敦朝臣記』は兼敦が神祇大副に治部卿を兼ねたので治大記、『兼致朝臣記』は兼致が同じく左近衛将監を兼ねたので将大記とも称した。

## 概要
伝存する記録年次は、『兼煕卿記』が貞治5年（1366年）・応安4年（1371年）、『兼敦朝臣記』が永徳2年（1382年）・同3年（1383年）・応永5年（1398年）・同7年（1400年）～同10年（1403年）、『兼致朝臣記』が文明5年（1473年）・同9年（1477年）･同10年（1478年）･同12年（1480年）・同16年（1484年）～同18年（1486年）、『兼右卿記』が天文2年（1533年）・同3年（1534年）･同6年（1537年）・同9年（1540年）・同12年（1543年）～同15年（1546年）・弘治元年（1555年）・同3年（1557年）～永禄3年（1560年）・同6年（1563年）～元亀3年（1572年）となっているが、これらの中にはわずか数日分の断簡・抜書も含まれており、まとまって参照できる範囲は限られる。
内容については、神祇作法･神事及び朝儀に関する記事を主とするが、兼煕・兼敦の日記は将軍足利義満の全盛期における公武関係に詳細で、兼致の日記は父・兼倶の確立した吉田神道の隆盛期における大元宮再興などの史料を残し、兼右の日記は吉田神道を教宣するために旅した伊賀･越前の様子を伝えるなど、代々の吉田家が当時の権力者に接近し、自家の神道説を伸張・発展させていく様相がよく示されている。この他、世相や風聞、洛中の諸事件に関する社会記事が多い。
自筆原本は全て巻子装で、その大部分に当たる48軸（兼煕4軸・兼敦28軸・兼致7軸・兼右9軸）が天理図書館吉田文庫に所蔵されている。写本としては、兼煕・兼敦の2日記を11冊本としたものが東京大学史料編纂所･静嘉堂文庫にある。全体の翻刻はなく、『兼敦朝臣記』の一部が『歴代残闕日記69』などに収められるのみである。かつては西田長男らの校訂で『史料纂集』（全4冊）に収録される予定があったが、八木書店が同集の出版事業を引き継いで以降、刊行計画は定かでない。